# セルゲイ・クハレンコ
セルゲイ・クハレンコ（Sergey Kukharenko　1976年5月8日- ）はベラルーシのホメリ出身の柔道選手。階級は90kg級。身長188cm。シャルヘイ・クハレンカ（Siarhei Kukharenka）とも表記される。

## 人物
1995年のヨーロッパジュニア78kg級で3位になった。2000年のシドニーオリンピック81kg級では2回戦で敗れた。2002年のヨーロッパ選手権90kg級では2位となった。2003年の世界選手権では銅メダルを獲得した。しかしながら、2004年のアテネオリンピックでは初戦で泉浩に敗れた。

## 主な戦績
- 1995年 - ヨーロッパジュニア　78kg級　3位
- 1999年 - ロシア国際　81kg級　3位

90kg級での戦績
- 2002年 - ポーランド国際　優勝
- 2002年 - ヨーロッパ選手権　2位
- 2003年 - 世界選手権　3位
- 2006年 - フランス国際　3位
- 2007年 - フランス国際　100kg級　2位